# United Hockey League 2005/06
Die Saison 2005/06 war die 15. reguläre Saison der United Hockey League (bis 1997 Colonial Hockey League). Die 14 Teams absolvierten in der regulären Saison je 76 Begegnungen. Das punktbeste Team der regulären Saison waren die Kalamazoo Wings, die in den Play-offs zum ersten Mal den Colonial Cup gewannen.

## Teamänderungen
Folgende Änderungen wurden vor Beginn der Saison vorgenommen:
- Die Kansas City Outlaws stellten den Spielbetrieb ein.
- Die Port Huron Flags wurden als Expansionsteam in die Liga aufgenommen.
- Die Port Huron Beacons wurden nach Roanoke, Virginia, umgesiedelt und änderten ihren Namen in Roanoke Valley Vipers.

## Reguläre Saison

### Abschlusstabelle
Abkürzungen: GP = Spiele, W = Siege, L = Niederlagen, T = Unentschieden, OTL = Niederlage nach Overtime, GF = Erzielte Tore, GA = Gegentore, Pts = Punkte
| Central Division     | GP | W  | L  | T  | GF  | GA  | Pts |
| -------------------- | -- | -- | -- | -- | --- | --- | --- |
| Kalamazoo Wings      | 76 | 52 | 17 | 7  | 332 | 183 | 111 |
| Muskegon Fury        | 76 | 51 | 18 | 7  | 309 | 245 | 109 |
| Motor City Mechanics | 76 | 40 | 30 | 6  | 251 | 246 | 86  |
| Flint Generals       | 76 | 31 | 35 | 10 | 236 | 294 | 72  |
| Port Huron Flags     | 76 | 23 | 47 | 6  | 191 | 327 | 52  |

| Eastern Division      | GP | W  | L  | T  | GF  | GA  | Pts |
| --------------------- | -- | -- | -- | -- | --- | --- | --- |
| Danbury Trashers      | 76 | 48 | 17 | 11 | 308 | 227 | 107 |
| Adirondack Frostbite  | 76 | 46 | 24 | 6  | 279 | 229 | 98  |
| Richmond RiverDogs    | 76 | 40 | 30 | 6  | 251 | 249 | 86  |
| Elmira Jackals        | 76 | 27 | 42 | 7  | 231 | 300 | 61  |
| Roanoke Valley Vipers | 76 | 17 | 53 | 6  | 221 | 341 | 40  |

| Western Division      | GP | W  | L  | T | GF  | GA  | Pts |
| --------------------- | -- | -- | -- | - | --- | --- | --- |
| Rockford IceHogs      | 76 | 48 | 19 | 9 | 274 | 211 | 105 |
| Fort Wayne Komets     | 76 | 44 | 26 | 6 | 246 | 203 | 94  |
| Quad City Mallards    | 76 | 41 | 27 | 8 | 217 | 224 | 90  |
| Missouri River Otters | 76 | 24 | 45 | 7 | 226 | 228 | 55  |

## Colonial-Cup-Playoffs
| Colonial-Cup-Viertelfinale | Colonial-Cup-Viertelfinale | Colonial-Cup-Viertelfinale |    |                  | Colonial-Cup-Halbfinale | Colonial-Cup-Halbfinale | Colonial-Cup-Halbfinale |  |  | Colonial-Cup-Finale | Colonial-Cup-Finale | Colonial-Cup-Finale |
|                            |                            |                            |    |                  |                         |                         |                         |  |  |                     |                     |                     |
| C1                         | Kalamazoo Wings            | 4                          |    |                  |                         |                         |                         |  |  |                     |                     |                     |
| C3                         | Motor City Mechanics       | 0                          |    |                  |                         |                         |                         |  |  |                     |                     |                     |
| C3                         | Motor City Mechanics       | 0                          | C1 | Kalamazoo Wings  | 4                       |                         |                         |  |  |                     |                     |                     |
|                            |                            |                            | C1 | Kalamazoo Wings  | 4                       |                         |                         |  |  |                     |                     |                     |
|                            | W1                         | Rockford IceHogs           | 0  |                  |                         |                         |                         |  |  |                     |                     |                     |
| W1                         | W1                         | Rockford IceHogs           | 0  | Rockford IceHogs | 4                       |                         |                         |  |  |                     |                     |                     |
| W1                         |                            |                            |    | Rockford IceHogs | 4                       |                         |                         |  |  |                     |                     |                     |
| W2                         | Fort Wayne Komets          | 1                          |    |                  |                         |                         |                         |  |  |                     |                     |                     |
| W2                         | Fort Wayne Komets          | 1                          | C1 | Kalamazoo Wings  | 4                       |                         |                         |  |  |                     |                     |                     |
|                            |                            |                            |    | Kalamazoo Wings  | 4                       |                         |                         |  |  |                     |                     |                     |
|                            | E1                         | Danbury Trashers           | 1  |                  |                         |                         |                         |  |  |                     |                     |                     |
| E1                         | E1                         | Danbury Trashers           | 1  | Danbury Trashers | 4                       |                         |                         |  |  |                     |                     |                     |
| E1                         |                            |                            |    | Danbury Trashers | 4                       |                         |                         |  |  |                     |                     |                     |
| W3                         | Quad City Mallards         | 3                          |    |                  |                         |                         |                         |  |  |                     |                     |                     |
| W3                         | Quad City Mallards         | 3                          | E1 | Danbury Trashers | 4                       |                         |                         |  |  |                     |                     |                     |
|                            |                            |                            | E1 | Danbury Trashers | 4                       |                         |                         |  |  |                     |                     |                     |
|                            | C2                         | Muskegon Fury              | 2  |                  |                         |                         |                         |  |  |                     |                     |                     |
| C2                         | C2                         | Muskegon Fury              | 2  | Muskegon Fury    | 4                       |                         |                         |  |  |                     |                     |                     |
| C2                         |                            |                            |    | Muskegon Fury    | 4                       |                         |                         |  |  |                     |                     |                     |
| E2                         | Adirondack Frostbite       | 2                          |    |                  |                         |                         |                         |  |  |                     |                     |                     |

## Vergebene Trophäen

### Mannschaftstrophäen
| Auszeichnung                               | Team            |
| ------------------------------------------ | --------------- |
| Colonial Cup Gewinner der Playoffs         | Kalamazoo Wings |
| Tarry Cup Bestes Team der regulären Saison | Kalamazoo Wings |